# Phalanger gymnotis
Phalanger gymnotis é uma espécie de marsupial da família Phalangeridae. Endêmica da ilha de Nova Guiné.